# Bavoryně
Bavoryně är en ort i Tjeckien.   Den ligger i regionen Mellersta Böhmen, i den centrala delen av landet, 40 km sydväst om huvudstaden Prag. Bavoryně ligger 277 meter över havet och antalet invånare är 180.
Terrängen runt Bavoryně är varierad. Bavoryně ligger nere i en dal. Runt Bavoryně är det ganska glesbefolkat, med 42 invånare per kvadratkilometer. Närmaste större samhälle är Beroun, 11,0 km nordost om Bavoryně. Trakten runt Bavoryně består till största delen av jordbruksmark.